# Ethica
L'Etica dimostrata con metodo geometrico (o Etica dimostrata secondo l'ordine geometrico; nell'originale latino: Ethica ordine geometrico demonstrata o Ethica more geometrico demonstrata; nota anche semplicemente come Etica o Ethica) è considerata l'opera principale del filosofo olandese Baruch Spinoza; venne pubblicata postuma nel 1677, lo stesso anno della morte dell'autore.

## Struttura dell'opera
Organizzata secondo un metodo assiomatico-deduttivo volto a garantire la certezza dei risultati essa si articola in cinque parti:
- nella prima, su Dio, l'autore vuole dimostrare che esiste un'unica sostanza infinita che si manifesta in infiniti attributi, che nel loro complesso sono la sostanza stessa;[3] solo due di questi, estensione e pensiero, sono percepibili per l'uomo. Questi due attributi «si esprimono nei "modi" ("affezioni" della sostanza), distinti in infiniti, in quanto coestesi all'infinità degli attributi, e finiti, ossia articolati nelle cose particolari».[4] I modi, materiali e ideali, sono dominati da un determinismo al quale Dio stesso, identificato con la natura nel suo complesso, non si sottrae;
- nella seconda, sulla mente, viene descritto il parallelismo tra il corpo e la mente dell'uomo che dà luogo alle nostre conoscenze sensibili e si mostra come, oltre a queste, è possibile accedere anche a conoscenze adeguate, cioè chiare e distinte e certamente vere;
- nella terza parte, sugli affetti, si mostra come l'intera gamma delle emozioni dell'uomo dipende da un fondamentale impulso all'autoconservazione, all'istinto vitale dal quale, in corrispondenza di un aumento della propria forza, deriva la gioia e in corrispondenza di una sua diminuzione la tristezza;
- nella quarta si discute sia di come le idee inadeguate dell'uomo determinano la sua passività rispetto alle cause esterne di cui egli finisce per essere schiavo, sia della capacità della ragione di motivare l'uomo a contrastare le passioni e a convivere pacificamente con gli altri uomini;
- nella quinta si dimostra che la mente umana, nella misura in cui arriva a concepire idee che non dipendono dal tempo, è eterna e, come tale, è una parte dell'infinità eterna dell'intelletto di Dio. La mente dell'uomo trova quindi in questa comunanza intellettuale con Dio, in questo reciproco amore intellettuale, la sua somma beatitudine.

## Genesi dell'opera
Una stesura provvisoria della prima parte dell'Etica (la quale nelle intenzioni dell'autore, all'epoca, avrebbe dovuto constare di un totale di tre parti) fu completata da Spinoza nel 1662. Egli aveva già intrapreso, tra il 1656 e il 1657, la stesura del Trattato sull'emendazione dell'intelletto (Tractatus de intellectus emendatione), che però aveva lasciato incompleta; inoltre, probabilmente tra il 1660 e il 1661, egli aveva scritto il Breve trattato su Dio, l'uomo e il suo bene (Korte Verhandeling van God, de Mensch en deszelvs Welstand), destinato a rimanere inedito fino a dopo la morte dell'autore. Il Trattato sull'emendazione dell'intelletto era un testo di impostazione cartesiana, in cui Spinoza argomentava, come in una sorta di «discorso sul metodo», l'insuccesso di tutti i tentativi passati di giungere a una fondazione e a una piena comprensione della nozione di bene e quindi, nel tentativo di rendere tale bene accessibile all'uomo (anche in un senso pratico), formulava le teorie sulla conoscenza e sulla verità che avrebbero costituito la base per i suoi scritti successivi. Il Breve trattato su Dio, l'uomo e il suo bene era un'opera di più ampio respiro, in cui l'autore esponeva per la prima volta un sistema filosofico completo; di esso l'Etica, la cui composizione venne verosimilmente avviata subito dopo il completamento del Breve trattato, rappresenta sostanzialmente una rielaborazione diversa per il metodo dell'esposizione, ma simile per quanto riguarda la maggior parte dei contenuti.
Dopo la pubblicazione, nel 1663, dei Principi della filosofia di Cartesio (Renati Des Cartes Principiorum Philosophiae pars I et II), caratterizzati dall'esposizione more geometrico che sarebbe stata tipica anche del capolavoro di Spinoza, il filosofo fece circolare tra alcuni amici una nuova stesura dell'Etica, ancora provvisoria benché da lui stesso ritenuta quasi completa; a questo stadio l'opera era intitolata Philosophia. Nel frattempo egli scrisse anche il Trattato teologico-politico (Tractatus theologico-politicus), che sarebbe stato pubblicato, anonimo, nel 1670; Spinoza vi sosteneva l'importanza della libertà di pensiero e di espressione al fine di rendere possibile la ricerca da parte di ciascuno del sommo bene, e di conseguenza si opponeva all'ingerenza del potere religioso nella sfera politica e a ogni forma di intolleranza che questa o altre cause potessero comportare.

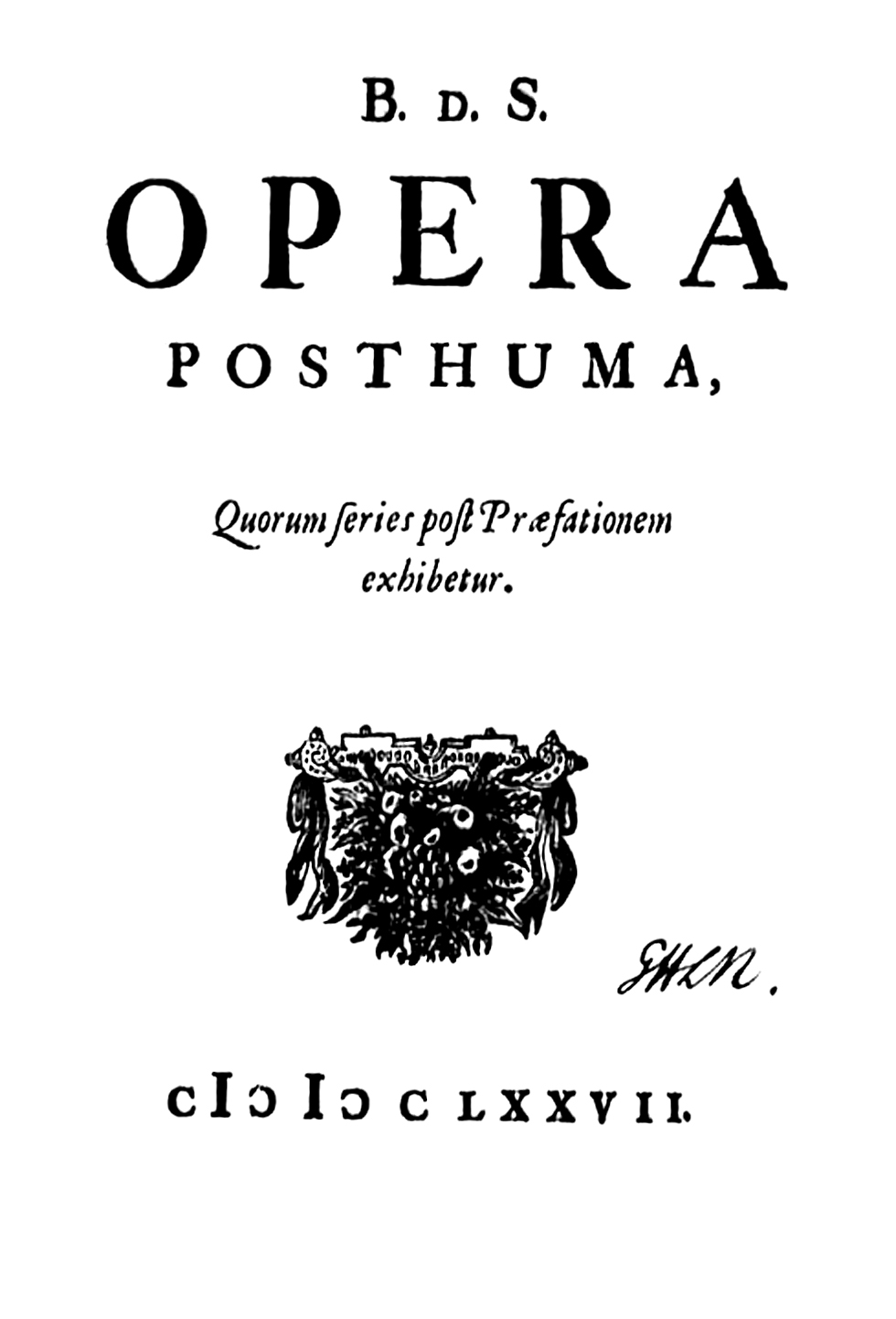
L'edizione latina delle opere di Spinoza, pubblicata dagli amici poco dopo la sua morte, era intitolata Opera posthuma. Per proteggersi dalle reazioni che prevedibilmente sarebbero state scatenate dalle tesi radicali ivi esposte, costoro omisero il nome dell'editore, Jan Rieuwertsz, e il luogo di pubblicazione, Amsterdam, indicando solo le iniziali dell'autore (Benedictus de Spinoza).

Spinoza tornò a lavorare sull'Etica nel 1670, rielaborando considerevolmente il testo che cinque anni prima aveva giudicato praticamente definitivo, e la completò nel 1675. L'obiettivo dell'opera restava lo stesso dei suoi testi precedenti, cioè quello di fornire una dottrina metafisica, gnoseologica, psicologica, etica e teologica capace di mettere l'uomo in condizione di attingere al vero bene. Tuttavia, temendo reazioni simili a quelle che aveva già scatenato, in precedenza, la divulgazione di alcune sue idee, e in particolare tenendo conto delle numerose condanne di cui era stato fatto oggetto il Trattato teologico-politico, egli non volle darla alle stampe. Fu solo dopo la sua morte, avvenuta nel 1677, che il testo venne pubblicato in due edizioni a cura della sua cerchia di amici (Jan Rieuwertsz, Jarig Jellesz, Lodewijk Meyer, Johannes Bouwmeester, Georg Hermann Schuller, Pieter Van Gent e Jan Hendrik Glazemaker): in latino nella raccolta intitolata Opera posthuma, in una traduzione olandese di Glazemaker nei Nagelate Schriften. Entrambe le edizioni uscirono nello stesso 1677.
Nonostante l'Etica di Spinoza sia un'opera estremamente originale e radicale, il suo autore risentiva dell'influenza di diversi pensatori e la sua approfondita conoscenza delle problematiche filosofiche e dei modi in cui erano state affrontate nel passato, anche recente, emerge dai contenuti dell'Etica stessa. Vale la pena di citare tra i punti di riferimento di Spinoza filosofi antichi come Platone, Aristotele e gli stoici, pensatori ebraici del Medioevo come Mosè Maimonide, filosofi della scena europea del XVI e XVII secolo come Francesco Bacone, Thomas Hobbes e soprattutto Cartesio. Alla riflessione di quest'ultimo, in particolare, Spinoza è per certi versi assai vicino, anche se per molti altri aspetti decisamente rilevanti egli se ne distacca nettamente, criticando anzi spesso Cartesio in modo più o meno diretto.

## Il metodo geometrico
(da Baruch Spinoza, di Jorge Luis Borges)
L'opera è fortemente sistematica; essa si propone di trattare tutti i campi di indagine della filosofia scandendoli in cinque parti (su Dio, la mente, le passioni, la schiavitù dell'uomo nei loro confronti e la possibilità della sua liberazione da esse) corrispondenti a un percorso che, partendo dalle questioni più fondamentali della metafisica, conduce fino all'etica con il preciso obiettivo di formulare una teoria della beatitudine umana.
L'esposizione del contenuto dell'Etica, come specificato sin dal titolo, è poi organizzata secondo un metodo «geometrico» ispirato al modello assiomatico-deduttivo della geometria euclidea. Spinoza procede enunciando assiomi e definizioni sulla base dei quali dimostra delle proposizioni con i loro eventuali corollari. Tale metodo, che mira a garantire dimostrativamente la certezza dei risultati a cui man mano si perviene, è considerato da alcuni commentatori come un significativo specchio di quella che per Spinoza è la struttura della sostanza stessa a cui afferisce tutto quello che è nel mondo, dal momento che la causalità della dinamica dell'universo corporeo vi è tradotta in una serie di corrispondenti nessi di implicazione logica; altri, senza necessariamente contestare questa tesi, hanno sostenuto che comunque la forma dell'Etica avrebbe potuto altrettanto bene essere quella di un normale testo filosofico in prosa. A ogni modo, è stato sottolineato che, in primo luogo, sovente Spinoza sottintende, come presupposti, tesi che non ha ancora enunciato e che verranno dimostrate solo successivamente; e che, in secondo luogo, alcuni di quelli che l'autore considera assiomi implicano prese di posizione filosoficamente impegnative e sono comunque lontani dall'autoevidenza, giustificandosi piuttosto, poco alla volta, in virtù delle conseguenze che ne vengono tratte.
Inoltre, a più riprese Spinoza sembra mostrare delle insofferenze nei confronti della rigidità del metodo euclideo. È anche per questo che spesso egli aggiunge alle sue proposizioni degli scoli più estesi e di carattere discorsivo in cui chiarifica i suoi risultati o, anche, si occupa di mostrare come essi confutano le posizioni di alcuni dei suoi avversari; allo stesso scopo sono presenti prefazioni o appendici alle singole parti.

## Parte prima: di Dio
La prima parte dell'Etica di Spinoza è dedicata a definire la sostanza e Dio e a dedurre, a partire da tali definizioni,

### Definizioni e assiomi: la sostanza, Dio, gli attributi
Spinoza propone dapprima otto definizioni: in particolare, la «causa di sé» è definita come «ciò la cui essenza implica l'esistenza» (E I, d1); la sostanza è definita come «ciò che è in sé ed è concepito per sé» (E I, d3), ovvero ciò che è autosufficiente quanto alla sua esistenza e non ha bisogno di altro per mezzo del quale possa essere concepito (si è parlato in proposito di «inseità ontologica e perseità concettuale»); l'«attributo» è definito come «ciò che l'intelletto percepisce di una sostanza come costituente la sua essenza» (E I, d4), ovvero ciò che rende conoscibile una sostanza dandole una natura determinata (Spinoza dirà, altrove, che la sostanza «è espressa» più che «costituita» dagli attributi, così da escludere il fraintendimento per cui la sostanza potrebbe essere intesa come una mera somma di attributi tra loro non correlati); Dio è definito come «l'ente assolutamente infinito, ossia la sostanza che consta di infiniti attributi» (E I, d6). Queste definizioni sono piuttosto tradizionali, derivando da precedenti aristotelici, scolastici o cartesiani, e non dovettero suonare tanto originali, alle orecchie dei contemporanei di Spinoza, quanto le conseguenze che egli ne trasse.
Spinoza introduce poi sette assiomi, cioè altrettante verità fondamentali considerate evidenti. Egli asserisce in particolare che «da una data causa determinata segue necessariamente un effetto e, al contrario, se non si dà alcuna causa determinata è impossibile che segua un effetto» (E I, a3) e che «la conoscenza dell'effetto dipende dalla conoscenza della causa e la implica» (E I, a4). Spinoza assume con ciò un rigido determinismo, tale per cui il principio che fa seguire a una causa un certo effetto è valido senza eccezioni, e afferma inoltre che il nesso causa-effetto corrisponde al nesso premessa-conseguenza, cioè che la causalità nella natura è parallela all'implicazione logica nella conoscenza della natura: direttamente da qui deriverà che «l'ordine e la connessione delle idee è lo stesso che l'ordine e la connessione delle cose» (E II, p7). Un ulteriore assioma afferma che «le cose che non hanno nulla in comune non possono neppure essere comprese l'una per mezzo dell'altra» (E I, a5). L'autore procede poi a dimostrare le sue proposizioni.

### Unicità della sostanza infinita in Dio
Poiché sostanze di diversa natura, cioè con diversi attributi, non possono essere conosciute l'una per mezzo dell'altra e dunque non possono essere l'una causa dell'altra, e poiché d'altronde due sostanze con la stessa natura (per un principio assimilabile all'identità degli indiscernibili) sarebbero la stessa sostanza, ogni sostanza deve essere causa di sé. Poiché quindi sostanza è ciò la cui essenza implica l'esistenza, essa non può essere concepita se non come esistente e dunque, stante l'identificazione del rapporto di implicazione con quello di causalità, deve esistere necessariamente. Spinoza applica qui un ragionamento, che sarebbe divenuto noto in seguito come argomento ontologico, simile a quello impiegato per primo da Anselmo d'Aosta per dimostrare a priori l'esistenza di Dio.
Il fatto che non possano darsi due sostanze con lo stesso attributo (o le due sostanze sarebbero la stessa) implica che una sostanza non può essere limitata da una sostanza della sua stessa natura, e ogni sostanza è dunque infinita nel suo genere: per definizione (E I, d2) è infatti infinito nel suo genere qualcosa che non è limitato da qualcosa della sua stessa natura. Non solo però non possono darsi due sostanze con lo stesso attributo: si dà una sola sostanza a cui ineriscono tutti gli infiniti attributi, ed è Dio. Dio infatti, che per definizione è la sostanza assolutamente infinita (non solo infinita nel suo genere) che consta di infiniti attributi, deve esistere necessariamente in quanto, sempre per definizione, è sostanza. In quanto poi è caratterizzato da tutti gli infiniti attributi, e a ogni attributo deve corrispondere una sola sostanza, Dio è l'unica sostanza esistente.

### Deus sive Naturae il determinismo

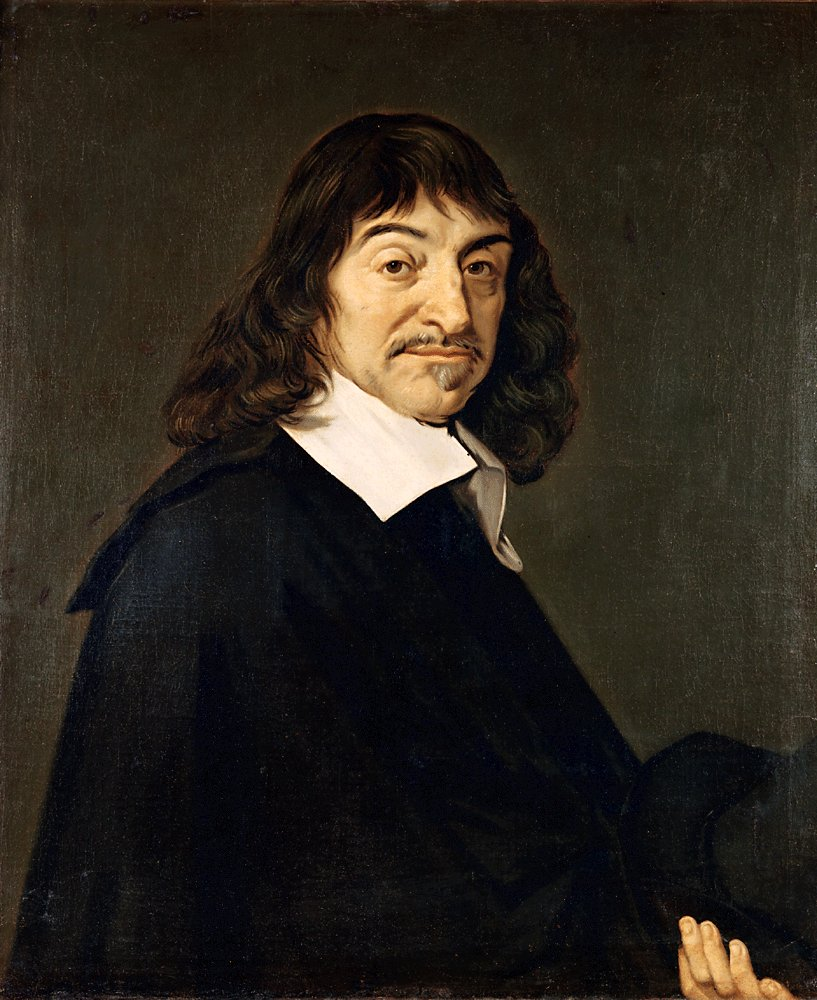
Cartesio (qui ritratto nel 1649) fu il pensatore da cui Spinoza fu influenzato in modo più diretto

Il fatto che Dio sia infinito e che sia l'unica sostanza esistente implica che nulla esiste al di fuori di Dio: «Tutto ciò che è, è in Dio e niente può essere né essere concepito senza Dio» (E I, p15) e «le cose particolari non sono altro che affezioni degli attributi di Dio, ossia modi con i quali gli attributi di Dio si esprimono in un modo certo e determinato» (E I, p25c). Dio viene così identificato con la stessa natura, secondo il famoso motto Deus sive Natura (estrapolato da E IV, p4d): egli «è causa immanente, e non transitiva, di tutte le cose» (E I, p18). Da un lato, Spinoza afferma che, benché l'essenza di Dio sia espressa da infiniti attributi, l'intelletto umano riesce a cogliere solo i due che già Cartesio aveva riconosciuto come gli unici di cui noi esseri umani partecipiamo, cioè pensiero ed estensione; i quali sono concepiti indipendentemente l'uno dall'altro ma, al contrario di quanto avveniva in Cartesio, non corrispondono a due distinte sostanze, essendo di fatto due diversi punti di vista sotto cui viene colta la stessa sostanza: il che è comprovato dall'unità dell'ordine causale che si esprime nell'estensione (cioè nei corpi) e nel pensiero (cioè nelle idee). Dall'altro lato, l'autore assume una posizione radicalmente estranea alla tradizione filosofica giudaico-cristiana da cui prende le mosse, cioè sostiene che a Dio compete quella estensione che già da Aristotele era stata considerata inscindibile dalla corporeità; aggiungendo, contro le obiezioni di chi sosteneva l'incompatibilità dell'infinità di Dio con una sua presunta estensione – incompatibilità che sarebbe dovuta alla divisibilità dell'estensione e all'indivisibilità dell'infinito – che non l'estensione in quanto attributo, e cioè in quanto infinita, è divisibile, ma i corpi singoli, che non sono che le modificazioni finite dell'estensione.
Un'altra tesi spinoziana che, all'epoca, risultò scandalosa, è quella per cui Dio non è in grado di derogare alla rigidissima necessità causale che regola tutti gli eventi naturali: Dio è detto causa libera dell'universo perché (E I, d7) si è definita la libertà come il fatto di non essere determinati da cause esterne ma solo dalla necessità della propria natura, e Dio (e solo Dio) in quanto causa di sé è determinato per la sua essenza e la sua esistenza solo da sé stesso; ma «in natura non si dà nulla di contingente» (E I, p29), e Dio, che obbedisce alla necessità della sua natura (sancita dall'assioma 3), non fa eccezione: «Dio non agisce mediante la libertà della volontà» (E I, p32c2). «Le cose non avrebbero potuto essere prodotte da Dio in altro modo, né con altro ordine da quello in cui sono state prodotte» (E I, p33). Se Dio, affinché sia preservata la sua libertà di creare cose nuove, dovesse non aver creato tutto quello che era in suo potere, avrebbe la sua potenza limitata per garantire la libertà del suo arbitrio; ma un Dio che non ha la potenza di creare tutto ciò che discende dalla sua necessaria natura è, per Spinoza, profondamente contraddittorio. Le cose discendono dalla potenza di Dio, che coincide con la sua essenza (E I, p34), con tale inderogabile necessità che, se egli facesse le cose diversamente, avrebbe una diversa essenza e sarebbe un diverso Dio, il che è assurdo per la dimostrata unicità di Dio (E I, p33).

### I modi, infiniti e finiti, della sostanza
Dovendo spiegare come gli enti finiti della nostra esperienza derivano dall'infinità di Dio, Spinoza introduce la nozione di «modo», che si declina in «modi immediati infiniti», «modi mediati infiniti» e «modi finiti». Per «modo» si intendono «le affezioni di una sostanza», che sono in altro da sé (cioè sono nella sostanza) e sono concepite per mezzo di altro da sé (cioè sono concepite per mezzo della sostanza) (E I d5).
I «modi immediati infiniti» sono «tutte le cose che seguono dall'assoluta natura di un certo attributo di Dio» (E I, p21) e sono per esempio, rispetto all'attributo dell'estensione, le leggi del movimento e della quiete, e, rispetto all'attributo del pensiero, la volontà e l'intelletto divini; va però sottolineato che Spinoza attribuisce a Dio volontà e intelletto in un senso diverso rispetto a quanto faceva la tradizione, colpevole secondo lui di antropomorfizzare indebitamente Dio: intelletto e volontà, come quiete e moto, sono conseguenze dirette e inevitabili dell'essenza di Dio, e non costituiscono essi stessi la sua essenza (che è costituita invece dagli attributi). In particolare, «la volontà e l'intelletto hanno con la natura di Dio lo stesso rapporto che il movimento e la quiete e assolutamente tutte le cose naturali, che devono essere determinate in un certo modo da Dio ad esistere e ad agire» (E I, p32c2). Le cose che conseguono dalla volontà e dall'intelletto di Dio ne conseguono con la stessa necessità delle altre realtà naturali, e dunque non si può dire in nessun senso che la volontà di Dio è libera. Come ha scritto la commentatrice Emanuela Scribano, «ciò che Dio intende e vuole è costituito dall'insieme delle conseguenze necessarie della sua essenza».

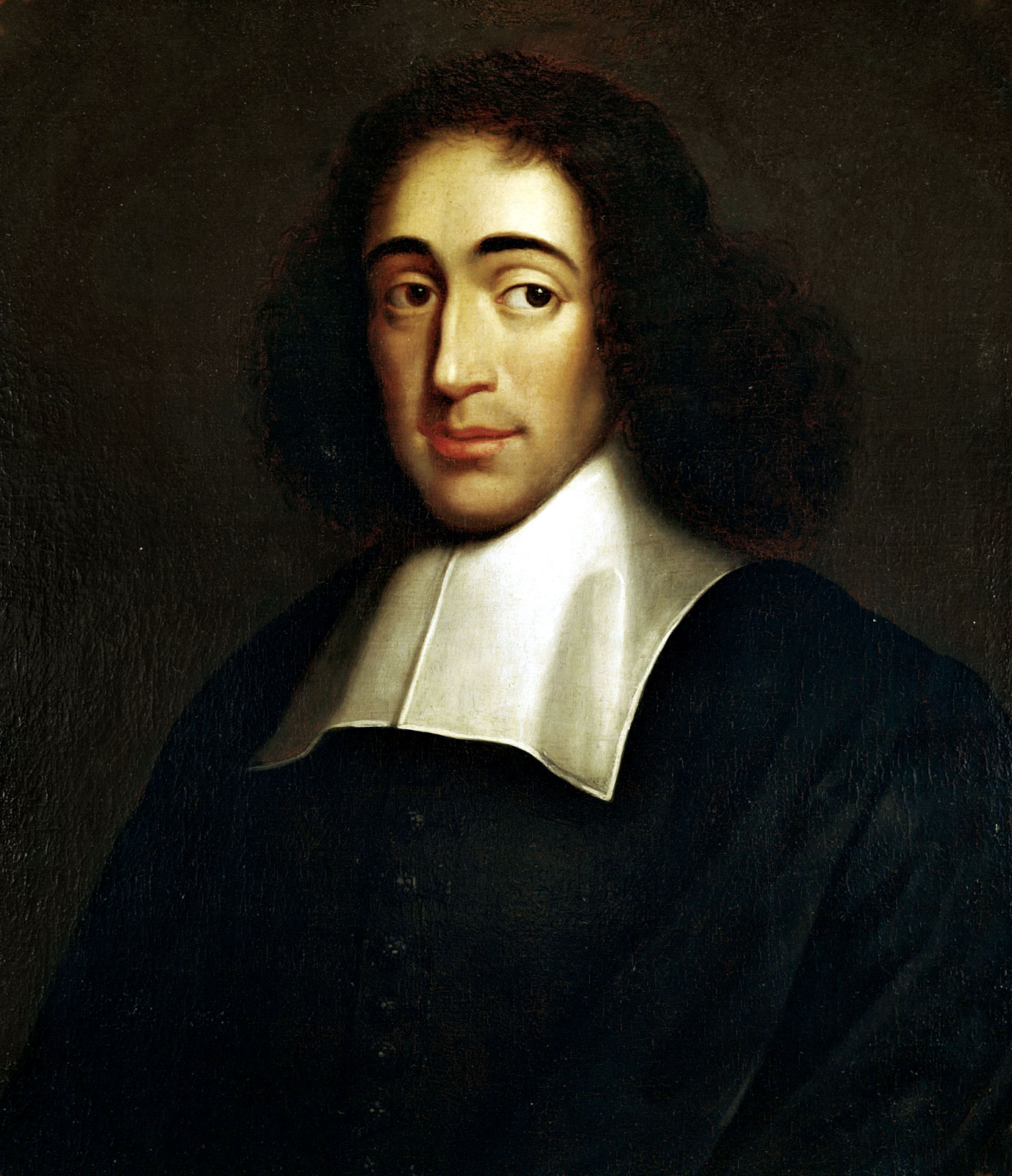
Baruch Spinoza ritratto intorno al 1665, all'età di circa trentatré anni. Nel 1665 egli fece circolare tra alcuni amici un primo abbozzo di quella che, negli anni seguenti, sarebbe divenuta l'Etica compiuta.

Un «modo mediato infinito» è «qualunque cosa segue da un certo attributo di Dio in quanto è modificato da una modificazione tale che esiste necessariamente e quale infinita in virtù dello stesso attributo» (E I, p22). In quanto modificazione dell'attributo divino dell'estensione da parte delle leggi del movimento e della quiete, che sono un modo immediato infinito, l'universo nel suo complesso è un esempio di modo mediato infinito. I singoli corpi, in quanto modificazioni finite dell'attributo dell'estensione, sono esempi di modi finiti.
L'introduzione delle nozioni, già scolastiche, di Natura naturans e Natura naturata spiega ulteriormente questi punti: «Per Natura naturante dobbiamo intendere ciò che è in sé ed è concepito per sé, ossia tali attributi della sostanza che esprimono l'eterna ed infinita essenza, cioè Dio in quanto si considera come causa libera. Per Natura naturata invece intendo tutto ciò che segue dalla necessità della natura di Dio ossia dalla necessità di ciascuno dei suoi attributi, cioè tutti i modi degli attributi di Dio, in quanto sono considerati come cose che sono in Dio e che non possono né essere, né essere concepite senza Dio» (E I, p29s). C'è insomma un'importante differenza tra essere Dio ed essere in Dio.

### Temporalità e causalità
Con ciò si introduce il tema del tempo: «Dio, ossia tutti gli attributi di Dio, sono eterni» (E I, p19). Per eternità (E I, d8) Spinoza intende non una durata infinita, ma l'esistenza indipendente dalla temporalità, con il che è manifesto che Dio e solo Dio – in quanto causa di sé e sostanza la cui essenza implica l'esistenza – esiste senza riferimento al tempo. Al contrario, poiché «l'essenza delle cose prodotte da Dio non implica l'esistenza» (E I, p24), esse hanno una durata, cioè un inizio e una fine. Non per questo le cose singole, finite, sono contingenti: «In natura non si dà nulla di contingente» (E I, p29), e in particolare «una cosa si dice contingente per nessun'altra ragione che per un difetto della nostra conoscenza» (E I, p33s2), cioè perché non ne conosciamo le cause. Secondo Spinoza, tutte le cose dipendono ultimamente dall'eterna, infinita essenza di Dio per la loro essenza e per la loro esistenza (E I, p25); ma le cose finite sono inserite in una catena causale, temporalmente determinata, tale per cui «ogni cosa singolare, ossia qualunque cosa che è finita e ha una determinata esistenza, non può esistere né essere determinata ad agire se non sia determinata ad esistere e ad agire da un'altra causa che è anche finita e ha una determinata esistenza [...] e così all'infinito» (E I, p28).
Come si vedrà nella parte seconda, «fino a quando le cose singolari non esistono se non in quanto sono comprese negli attributi di Dio [cioè nella dimensione eterna], il loro essere oggettivo, ossia le idee non esistono se non in quanto esiste l'infinita idea di Dio; e quando le cose singolari si dicono esistere non soltanto in quanto sono comprese negli attributi di Dio, ma anche in quanto si dicono durare [cioè nella temporalità], le loro idee implicano anche l'esistenza per la quale si dicono durare» (E II, p8c).

### Il pregiudizio finalistico
Nell'appendice alla prima parte dell'Etica, Spinoza si propone di mostrare come tutti gli errori della teologia tradizionale – a cominciare dalla credenza superstiziosa in un Dio in gran parte antropomorfo, a cui vengono attribuite passioni umane e per ingraziarsi il quale si cade in un meschino commercio di adorazione per salvezza – derivano da un unico fondamentale pregiudizio, cioè che la natura sia ordinata secondo un fine.
Spinoza vuole in primo luogo spiegare la ragione per cui gli uomini condividono questo pregiudizio: «Tutti gli uomini nascono ignari delle cause delle cose», il che li porta a illudersi di essere liberi semplicemente perché non conoscono le cause che li determinano ad agire; ma «tutti appetiscono la ricerca del proprio utile, cosa della quale sono consapevoli», e poiché tutti «sia in sé stessi sia al di fuori di sé trovano non pochi mezzi che li conducono non poco al perseguimento del proprio utile [...] è accaduto che considerano tutte le cose naturali come mezzi per raggiungere il proprio utile; e poiché sanno di non averli essi stessi predisposti, hanno avuto motivo di credere che sia stato un altro a predisporre quei mezzi per il loro uso. [...] Hanno dovuto concludere che esistono uno o alcuni rettori della natura, forniti di libertà umana, che hanno curato ogni cosa per il loro uso. E poiché non avevano mai avuto alcuna notizia circa l'indole di questi rettori, sono stati portati a giudicare in analogia alla propria, e così hanno stabilito che gli Dei dirigono tutto in vista dell'uso che gli uomini possono farne, per legare a sé gli uomini ed essere tenuti da essi in sommo onore» (E I, appendice). Il finalismo insomma non è che la conseguenza di un'ignoranza delle cause e dell'immaginazione che l'uomo fa lavorare (al posto della ragione) per cercare di arginare questa sua ignoranza.
Dalla credenza nell'esistenza di fini deriva, secondo Spinoza, l'idea che nel mondo esistano valori che rendono le cose (in sé) buone o cattive: mentre in realtà, semplicemente, ciò che giova all'uomo è detto buono o bello, ciò che gli nuoce cattivo o brutto. Il fatto poi che gli uomini, pur simili per molti aspetti, siano tutti diversi, e che dunque agli uni e agli altri paiano buone o cattive cose diverse, genera le aspre controversie che portano allo scetticismo. Secondo Spinoza invece nella natura, dominata com'è da una necessità assoluta, non si danno cose buone in sé o cattive in sé: il problema del male, cioè quello di giustificare l'esistenza del male in un universo dominato da un Dio buono e provvidente, si risolve prima di porsi se si abbandona il finalismo che, di quel problema, era l'origine.

## Parte seconda: della natura e dell'origine della mente
Nella seconda parte Spinoza espone la sua teoria della conoscenza, che nelle parti successive dell'opera farà da fondamento per la teoria della beatitudine umana.

### La finitezza dell'uomo e il parallelismo di mente e corpo

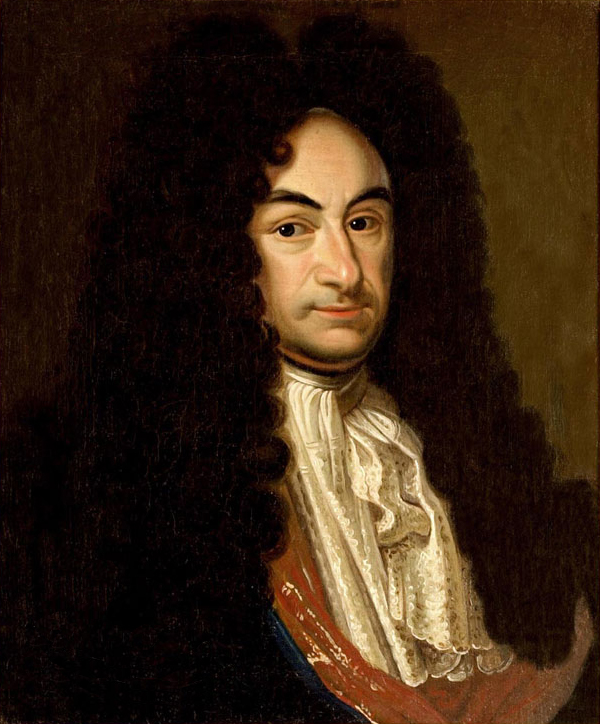
Gottfried Wilhelm von Leibniz entrò in contatto diretto con Spinoza e intrattenne con lui un fecondo rapporto epistolare, grazie al quale i due discussero argomenti scientifici e filosofici

«Dico che appartiene all'essenza di ciascuna cosa [...] ciò senza cui la cosa e, viceversa, ciò che senza la cosa non può né essere, né essere concepito» (E II, d2). Con questa definizione, Spinoza vuole ribadire la distanza tra le cose finite e Dio, escludendo che qualcuno possa pensare che, poiché tutte le cose singole (non potendo essere concepite per sé) devono essere concepite per mezzo di Dio, Dio debba far parte dell'essenza delle cose singole. Affinché qualcosa faccia parte dell'essenza di qualcosa d'altro, infatti, bisogna che il rapporto di dipendenza sia bidirezionale: ma poiché Dio può essere ed essere concepito anche senza le cose finite, non è contenuto nella loro essenza. Tanto le cose dipendono da Dio, quanto Dio dipende solo da sé stesso. Sia Dio sia le cose singole sono necessari, ma la necessità attiva ed eterna della sostanza assolutamente infinita (la cui essenza implica l'esistenza) non deve essere confusa con quella passiva e diveniente degli enti finiti (le cui essenze non implicano l'esistenza). Detto ciò, l'uomo è una cosa singola, un ente finito, e come tale la sua essenza non implica l'esistenza (E II, a1).
Ma «l'uomo pensa» (E II, a2), e inoltre «sente che un certo corpo è affetto in molti modi» (E II, a3). Spinoza introduce ora i rapporti tra le sfere della corporeità e del pensiero nell'uomo, ma partendo di nuovo da Dio: innanzitutto, «in Dio si dà necessariamente tanto l'idea della sua essenza quanto di tutte le cose che seguono necessariamente dalla sua essenza» (E II, p3); però le cose non sono causate dalle idee delle cose presenti in Dio (come avveniva secondo gran parte della tradizione scolastica) né le idee delle cose sono causate dalle cose (poiché, come si è visto nella parte prima, tra enti di natura diversa come sono diversi pensiero ed estensione non si dà causalità). Dunque tra idee e cose vige un rapporto di corrispondenza senza causalità, o, come dirà Leibniz, di «parallelismo». Le idee e le cose, le concatenazioni di implicazioni e causazioni, si corrispondono perfettamente perché esprimono da punti di vista diversi la stessa unità sostanziale: «una e identica sostanza [...] è compresa ora sotto questo ora sotto quell'attributo» (E II, p7s).
Lo stesso vale per l'essere umano: l'uomo è una modificazione della sostanza che partecipa di due soli dei suoi infiniti attributi, pensiero ed estensione. La mente è dunque una modificazione finita dell'attributo del pensiero, il corpo una modificazione finita dell'attributo dell'estensione. Le due modificazioni però si corrispondono strettamente, come è testimoniato dalla consapevolezza che la nostra mente ha delle sensazioni del nostro corpo: la mente è l'idea che ha come oggetto il corpo.
La mente umana, che ha le idee delle cose che conosce, è essa stessa un'idea, e in particolare è l'idea che, nella dimensione intemporale di Dio, corrisponde all'essenza del corpo a cui, nel tempo, quella mente sente di essere legata. C'è però una differenza tra l'idea del corpo di Pietro che costituisce la mente di Pietro e l'idea del corpo di Pietro che ha un altro uomo, per esempio Paolo (come ha notato Scribano resta comune, nelle diverse accezioni della nozione di «idea», che «idea è quella particolare modificazione del pensiero che rappresenta qualcosa»). In effetti, «l'idea che costituisce l'essere formale della mente umana [cioè la mente come idea del corpo che a esso corrisponde] non è semplice ma composta da moltissime idee» (E II, p15). La differenza tra un sasso corporeo, a cui corrisponde l'idea di quel sasso, un corpo di animale, a cui corrisponde l'idea (cioè la mente) di quell'animale, e un corpo umano, a cui corrisponde l'idea (cioè la mente) di quell'essere umano dipende solo dalla diversa complessità di queste idee, che a sua volta corrisponde alla diversa complessità dei corrispondenti corpi. In un certo senso tutti gli enti finiti nell'estensione hanno una mente, che è l'idea che a essi corrisponde nel pensiero, ma solo la mente degli uomini è complessa abbastanza da rendere possibile la razionalità – e questa complessità corrisponde strettamente alla maggior complessità del corpo umano rispetto al corpo di qualsiasi animale e, a maggior ragione, di qualsiasi oggetto inanimato.

### Conoscenza inadeguata
Spinoza ritiene che, poiché «l'oggetto dell'idea che costituisce la mente umana è il corpo [...] e niente altro» (E II, p13), «la mente non conosce sé stessa se non in quanto percepisce le idee delle affezioni del corpo» (E II, p23). Dunque, visto che il principio di ogni conoscenza è nelle affezioni del corpo, l'autore inserisce tra la proposizione tredicesima e la quattordicesima una serie di lemmi dedicati a delineare una sintetica teoria fisica e fisiologica, su base meccanicista, il cui scopo è quello di rendere conto del funzionamento della mente umana.
Ne risulta, tra le altre cose, che «l'idea di un qualunque modo in cui il corpo umano è affetto dai corpi esterni deve implicare la natura del corpo umano e, simultaneamente, la natura del corpo esterno» (E II, p16) e che quindi gli oggetti esterni ci sono noti attraverso l'inevitabile mediazione (ed, eventualmente, deformazione) del nostro stesso corpo, ovvero «le idee che abbiamo dei corpi esterni indicano più la costituzione del nostro corpo che la natura dei corpi esterni» (E II, p16c2).
Inoltre se, per esempio, un oggetto che si era sempre presentato insieme a un altro si presenta ora da solo, la mente tenderà a pensare ancora a entrambi gli oggetti (si tratta del principio di funzionamento dell'associazione di idee); in generale, «la mente potrà [...] contemplare come se fossero presenti i corpi esterni dai quali il corpo umano è stato affetto una volta, sebbene essi non esistano, né siano presenti» (E II, p17c), e questo «fino a quando il corpo [umano] non venga affetto da un affetto che escluda l'esistenza o presenza dello stesso corpo [esterno]». Questi sono tra i fondamenti dell'immaginazione, e dunque dell'inadeguatezza delle idee che abbiamo sul nostro corpo e sulle sue affezioni.
Se nella prima parte si era definita un'idea vera come un'idea corrispondente al suo ideato, cioè al suo oggetto, assumendo una qualificazione estrinseca della verità come corrispondenza, nella seconda parte si era definita un'idea adeguata come un'idea dalla quale, a partire da essa sola, possono essere derivate tutte le proprietà del suo oggetto, cioè un'idea chiara e distinta che consente di conoscere di un oggetto le cause e gli effetti. Con ciò, per Spinoza un'idea adeguata è sempre un'idea vera. Quella di «idea adeguata» è poi una qualificazione intrinseca all'idea stessa (che un'idea sia chiara e distinta si può affermare o negare senza dover confrontare l'idea con il suo ideato) e quindi avendo un'idea adeguata sappiamo sempre di averla: «Come la luce manifesta sé stessa e le tenebre, la verità è norma di sé stessa e del falso» (E II, p43s).
Avere un'idea adeguata di un corpo finito significa poter ricostruire sia la catena causale che l'ha portato a esistere nel tempo sia la catena causale degli eventi determinati da esso nel tempo; ma tali catene causali, come si è visto, sono infinitamente estese nel passato e nel futuro, e dunque la loro conoscenza non è accessibile a una mente finita come quella umana. In altre parole, tutte le volte che per conoscere qualcosa non è sufficiente la conoscenza di un'affezione del corpo umano, ma è necessario conoscere anche altre cose che l'uomo non conosce, l'uomo ha una conoscenza inadeguata. Dio, in cui sono presenti tutti gli infiniti corpi e le corrispondenti idee, ha una conoscenza adeguata di tutte le cose, alla quale l'uomo nella sua finitezza non può accedere.
Da cui la teoria spinoziana dell'errore: la conoscenza inadeguata è tale perché è manchevole, perché cioè non ha le idee che le servirebbero per completare la ricostruzione delle catene causali. Non esiste alcunché di positivo nell'errore: un'idea falsa è semplicemente un'idea parziale, che può diventare vera quando a essa se ne aggiungano altre che la completano. L'autore riporta un esempio: il Sole ci appare piccolo e poco distante, e noi crediamo che lo sia davvero finché non ci viene dimostrato, sulla base di considerazioni razionali, che è molto più grande e molto più distante di quanto sembra; l'idea di un Sole che appare piccolo e vicino allora rimane, ma è completata da altre idee (cioè dalla consapevolezza dei motivi per cui l'apparenza è ingannevole e dall'idea della vera distanza e grandezza del Sole) e forma quindi, insieme a esse, un'idea vera (E II, p40s2).
Un'idea falsa può essere ritenuta vera finché non è soppiantata da un'idea vera (che, come si diceva, «è norma di sé stessa e del falso»), ma non è mai accompagnata dalla certezza che caratterizza le idee chiare e distinte, cioè adeguate, cioè effettivamente vere: «L'idea falsa, in quanto è falsa, non implica certezza. Quando, dunque, abbiamo detto che l'uomo resta tranquillo nel falso e non dubita di esso, non abbiamo per questo detto che egli è certo, ma soltanto che non dubita o che si acquieta nel falso, perché non si danno cause che facciano sì che la sua immaginazione fluttui» (E II, p49s).

### Conoscenza adeguata
Tuttavia, la conoscenza adeguata è possibile anche per l'uomo. Oltre alla conoscenza basata su immaginazione e sensibilità, la quale è vacillante e parziale per via della sua passività rispetto alle affezioni del corpo (che come si è visto non mettono a disposizione dati diretti sul mondo esterno, ma solo dati spuri che contengono informazioni anche e soprattutto sul corpo stesso) esistono infatti altri due generi di conoscenza: la conoscenza razionale, che prende le mosse da nozioni comuni a tutti e conosciute adeguatamente (per esempio l'estensione) e che le sviluppa secondo un metodo rigorosamente razionale simile a quello della stessa Etica, giungendo ad altre e più estese conoscenze adeguate di carattere universale; e la conoscenza intuitiva, per mezzo della quale si può giungere in modo diretto e immediato (non discorsivo) a nozioni adeguate sugli oggetti individuali. Mentre i primi due generi di conoscenza, quella immaginativa e quella razionale, danno accesso a conoscenze (rispettivamente inadeguate e adeguate) universali, il terzo genere, quello intuitivo, dà luogo alla conoscenza adeguata di enti singoli.
La conoscenza adeguata degli universali della ragione, come appunto l'estensione, è resa possibile dal fatto che essi sono «cose che sono comuni a tutti e che sono parimenti nella parte e nel tutto» (E II, p38); le proprietà del corpo esterno che, avendo un effetto sul corpo umano, viene percepito dalla mente umana vengono conosciute in modo deformato nell'esatta misura in cui il corpo esterno e il corpo umano sono diversi l'uno dall'altro; ma le proprietà che essi hanno in comune (per esempio l'estensione) non possono essere deformate dall'interazione dei due corpi, e dunque sono conosciute da tutti gli uomini in modo necessariamente adeguato.
La finitezza dell'uomo gli impedisce di avere una conoscenza adeguata dell'infinita catena causale in cui si inserisce, nel tempo, un oggetto individuale; tuttavia esistono degli universali che sono indipendenti da simili catene causali e che, infatti, si collocano nella dimensione intemporale dell'eternità (l'estensione ne è, di nuovo, un esempio). In altre parole, la mente ha un'idea adeguata quando ha un'idea che non dipende da altre idee per la sua adeguatezza; una simile idea nella mente umana coincide con la stessa idea che è adeguata in Dio, e da entrambi i punti di vista essa ha un carattere intemporale.
«È proprio della natura della ragione contemplare le cose non come contingenti, ma come necessarie» (E II, p44), sub specie aeternitatis, «sotto l'aspetto dell'eternità» (E II, p44c2). La ragione conosce le cose (ma non le cose individuali, bensì le proprietà comuni) in quanto derivazioni della necessaria natura divina nella loro dimensione eterna, al di là della temporalità in cui sono immerse quando sono conosciute per via della sensibilità; non «in quanto concepiamo che esse esistono in relazione a un certo tempo e luogo» ma «in quanto sono contenute in Dio e seguono dalla necessità della divina natura» (E V, p29s). La possibilità che la mente, di cui si era detto che non conosce se non per mezzo delle affezioni del corpo di cui è idea, acceda a conoscenze intemporali può apparire problematica, e in effetti sarà pienamente chiarita solo nella parte quinta: allora Spinoza dimostrerà che la mente possiede conoscenze adeguate al di là del tempo in quanto è essa stessa un'idea di Dio che si colloca, in parte, al di là del tempo. La mente umana infatti, come il corpo e ogni altra cosa, ha un'esistenza finita nel tempo, nella durata, e un'esistenza sub specie aeternitatis.
Dalla teoria della conoscenza adeguata di Spinoza discende una delle conclusioni più radicali dell'Etica: «La mente umana ha una conoscenza adeguata dell'essenza eterna e infinita di Dio» (E II, p47). L'eterna e infinita essenza di Dio è infatti, alla stregua dell'estensione, proprietà comune a tutti i corpi, poiché, essendo la mente stessa, oltre al corpo umano e ai corpi esterni, un ente finito, non può né essere, né essere concepita senza Dio, e quindi «ciascuna idea di qualunque corpo o cosa singolare esistente in atto implica necessariamente l'essenza eterna e infinita di Dio» (E II, p45).

## Parte terza: della natura e dell'origine degli affetti
La terza parte dell'Etica è dedicata agli affetti e all'emotività, tradizionalmente esclusi dal campo di interesse delle indagini votate al rigore formale; nella prefazione, a questo proposito, Spinoza contesta l'atteggiamento dei numerosi filosofi che hanno guardato alle emozioni con disprezzo, considerandole una degenerazione della natura razionale dell'uomo; egli argomenta, al contrario, l'assoluta necessità delle passioni (necessità che le caratterizza alla stregua di ogni altro fenomeno naturale) e quindi rigetta una loro caratterizzazione come intrinsecamente buone o cattive, sostenendo invece la legittimità di un loro studio scientifico. «Gli affetti [...] conseguono dalla stessa necessità e virtù della natura dalla quale conseguono le altre cose singolari; e perciò riconoscono cause certe, mediante le quali sono compresi, e hanno certe proprietà, degne della nostra conoscenza a pari titolo che le proprietà di qualunque altra cosa» (E III, prefazione).

### Azioni e passioni
Spinoza introduce dapprima la definizione di «causa adeguata», che gli servirà presto per definire la nozione di «azione». Una causa è detta «adeguata» quando il suo effetto «può essere percepito chiaramente e distintamente per mezzo della stessa» (E III, d1), e cioè quando (tenendo presente il quarto assioma della prima parte) la sua conoscenza è sufficiente per la conoscenza del suo effetto. Un'«azione», su questa base, è dunque definita come un avvenimento, esterno o interno a noi stessi, «di cui siamo causa adeguata, cioè [...] che può essere compreso chiaramente e distintamente per mezzo della nostra stessa natura» (E III, d2). Viceversa siamo passivi quando, fuori di noi o in noi, avviene qualcosa di cui noi stessi non siamo causa adeguata. Dunque gli «affetti», generalmente intesi, derivano dall'unione delle azioni e delle passioni, e sono quindi «le affezioni del corpo con le quali la potenza di agire dello stesso corpo è aumentata o diminuita, favorita o ostacolata e, simultaneamente, le idee di queste affezioni» (E III, d3).
Nella prima parte, Spinoza aveva legato la causalità all'implicazione logica sostenendo che la conoscenza della causa è condizione necessaria per la conoscenza dell'effetto; questa tesi era stata ripresa, nella parte seconda, quando l'autore aveva sostenuto che da idee adeguate conseguono sempre e necessariamente idee adeguate, e che quindi in particolare da conoscenze adeguate delle cause devono seguire conoscenze adeguate degli effetti. Ora, nell'esatta misura in cui conosciamo adeguatamente noi stessi come cause di eventi esterni o interni, noi conosciamo adeguatamente tali eventi; e quindi siamo attivi, cioè siamo cause adeguate, quando abbiamo idee adeguate. Al contrario siamo passivi quando, per spiegare gli eventi di cui siamo causa, dobbiamo fare ricorso ad agenti esterni, dei quali (in quanto sono oggetti individuali) non riusciamo ad avere idee adeguate. Insomma, «la nostra mente è attiva in certe cose e passiva in altre, cioè in quanto ha idee adeguate, in tanto è necessariamente attiva in certe cose e in quanto ha idee inadeguate, in tanto è necessariamente passiva in altre» (E III, p1).

### La dinamica degli affetti
Il principio di finalità applicato a ogni ente, inclusi quelli inanimati, era stato enunciato da Leibniz e dalla Scolastica.
In modo originale, Spinoza enuncia la legge fondamentale della condotta umana (che comunque, data l'uniformità tra l'uomo e le altre parti della natura, è valida per tutti gli enti naturali) sotto forma di una sorta di principio di inerzia:
Questo sforzo di autoconservazione, o conatus, appartiene all'intrinseca natura di tutte le cose singolari, poiché nessuna di esse contiene il principio della propria dissoluzione (pena la contraddittorietà della propria essenza) e può anzi essere distrutta solo da cause esterne. Questo conatus, questa volontà di conservare o aumentare la nostra potenza di perseverare nella nostra esistenza, è il fondamento delle valutazioni morali che applichiamo alle cose: Spinoza asserisce la neutralità morale della natura, che, intesa di per sé, è dominata da una necessità assolutamente cieca e tale da porla al di là dei valori; egli ritiene tuttavia che, in virtù del nostro impulso alla sopravvivenza, noi naturalmente desideriamo ciò che favorisce la nostra conservazione e rifuggiamo ciò che la minaccia, e che quindi «noi non cerchiamo, vogliamo, appetiamo né desideriamo qualcosa perché riteniamo che sia buona; ma, al contrario, noi giudichiamo buona qualcosa perché la cerchiamo, la vogliamo, la appetiamo e la desideriamo» (E III, p9s).
Inoltre, poiché continua a valere il principio della corrispondenza (pur senza reciproca causalità) tra modificazioni corporee e modificazioni del pensiero, cioè tra eventi fisici e idee, accade che a un aumento della potenza del nostro corpo (a una modificazione corporea, insomma) corrisponda un affetto (che, si ricordi, è un'idea) di gioia e che simmetricamente a una sua diminuzione corrisponda un affetto di tristezza. Ancora, chiameremo buono ciò che ci provoca gioia e che, quindi, appetiamo, e chiameremo cattivo ciò che ci provoca tristezza e che quindi fuggiamo. Gioia e tristezza costituiscono gli affetti principali tra i quali l'uomo si muove.

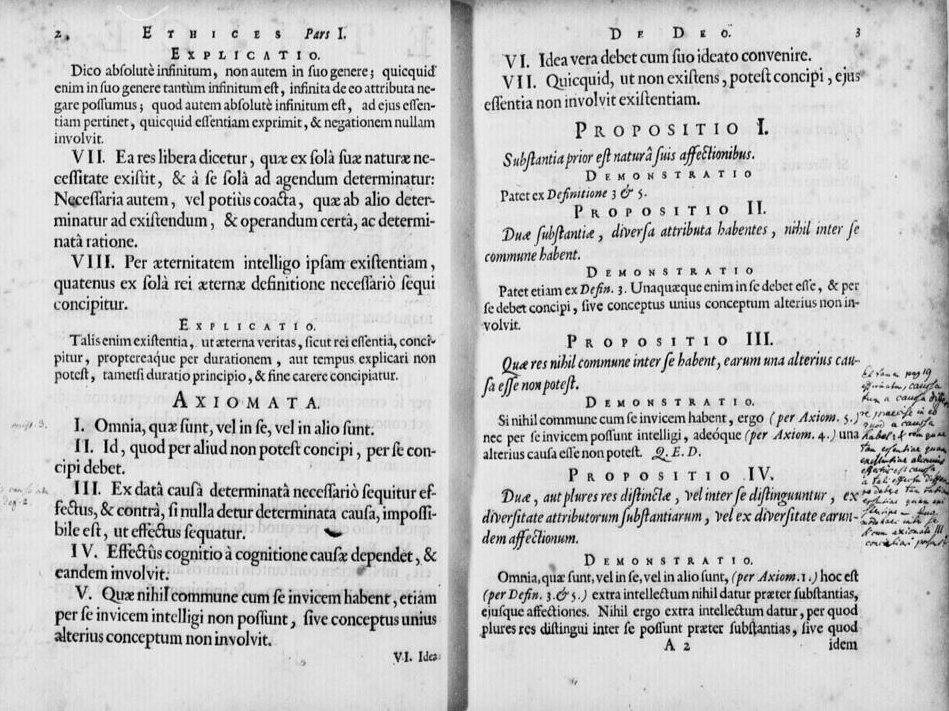
Due pagine della prima parte del testo originale dell'Ethica

La consapevolezza, accanto alla gioia o alla tristezza, degli oggetti che ne sono la causa genera due nuovi affetti, rispettivamente l'amore (che quindi proviamo nei confronti di ciò che ci provoca gioia) e l'odio (che proviamo verso ciò che ci rattrista).
La dinamica generale delle emozioni riguarda, in gran parte, la composizione (per associazione, riflessione o imitazione) dei singoli affetti. L'associazione degli affetti funziona in modo analogo all'associazione di idee descritta nella seconda parte: di fronte a cose, persone o circostanze simili a cose, persone o circostanze che in passato ci hanno provocato una certa emozione, tenderemo a provare di nuovo un'emozione simile; se una cosa, persona o circostanza nuova ci si presenta insieme a una cosa, persona o circostanza che in passato ci ha provocato una certa emozione, tenderemo a provare verso la novità un'emozione simile. Gli affetti riflessi sono legati agli affetti di coloro ai quali siamo affettivamente legati: se amiamo qualcuno (la nostra relazione con il quale, quindi, aumenta la nostra potenza) ameremo ciò che lui ama (perché ciò, aumentando la sua potenza, aumenta indirettamente anche la nostra) e odieremo ciò che lui odia (perché ciò, diminuendo la sua potenza, diminuisce indirettamente anche la nostra); l'opposto vale per chi odiamo.
Spinoza aggiunge il principio di imitazione degli affetti, che riguarda i nostri affetti verso coloro ai quali non siamo affettivamente legati. Egli afferma che, nella misura in cui siamo simili a una persona, tendiamo a essere affetti nello stesso modo in cui è affetta quella persona: «Se immaginiamo che una cosa a noi simile, e verso la quale non abbiamo nutrito nessun affetto, è affetta da un qualche affetto, per ciò stesso veniamo affetti da un affetto simile» (E III, p27). In ragione di questa empatia, tendiamo a rallegrarci della gioia dei nostri simili (tra i quali Spinoza include tutti gli uomini, ma non, per esempio, gli animali) e a compatire la loro tristezza, anche se non siamo legati a essi da rapporti di amore od odio; siamo quindi portati a venire in aiuto di chi soffre, poiché il modo migliore di limitare la tristezza che proviamo nel veder soffrire qualcuno è far cessare questa sua tristezza (il fatto che la tristezza di qualcuno provochi in noi tristezza non può far sì che noi lo odiamo, dal momento che se lo odiassimo la sua tristezza non ci provocherebbe tristezza, bensì gioia, il che è contraddittorio; peraltro la gioia per la tristezza di chi odiamo, che è ad esempio tipica degli invidiosi, è sempre inquinata dall'empatia che ci porta a soffrire con chi soffre). L'egoismo assoluto che motiva le nostre azioni può, quindi, avere come esito azioni altruistiche, ma esso è ambivalente: può infatti anche causare contrasti qualora, ad esempio, desideriamo un oggetto che desiderano anche altri, con i quali entriamo quindi in competizione; insomma, «dalla stessa proprietà della natura umana dalla quale segue che gli uomini sono compassionevoli, segue anche che sono invidiosi e ambiziosi» (E III, p32s).

### Affetti attivi
Nelle ultime due proposizioni della terza parte l'autore, che finora si è occupato di un'analisi dei soli affetti passivi, si concentra sugli affetti attivi.
Spinoza riprende l'affermazione, enunciata nella seconda parte, che la conoscenza adeguata rende possibile la nostra attività, e aggiunge ora che la conoscenza adeguata comporta un affetto di gioia; la conoscenza adeguata infatti, dal momento che non dipende da altro oltre che dalla mente che la concepisce (la quale ha un'idea adeguata quando ha un'idea identica alla corrispondente idea che è in Dio), implica da parte della mente la contemplazione di sé stessa; questa contemplazione di sé a sua volta è resa possibile dal venir meno dei condizionamenti delle forze esterne, il che segnala un aumento della potenza della mente. La conoscenza adeguata e la nostra attività, in altre parole, vanno di pari passo con l'aumento della nostra potenza di agire e sono quindi accompagnate da gioia. Al contrario, la tristezza è dovuta a una diminuzione della nostra potenza, e si caratterizza quindi per un prevalere delle cause esterne rispetto alle quali siamo passivi.
D'altro canto, se tutti gli affetti attivi provocano gioia, non tutta la gioia è provocata da affetti attivi: sono possibili anche gioie causate da aumenti parziali, disarmonici e temporanei della nostra potenza di agire, i quali a lungo andare determinano uno squilibrio e provocano una diminuzione della nostra potenza globale, che porta con sé tristezza. «La mente sia in quanto ha idee chiare e distinte, sia in quanto ha idee confuse, si sforza di perseverare nel suo essere» (E III, p58d); tuttavia solo in quanto ha idee adeguate riesce a essere attiva e ad aumentare quindi sistematicamente la sua potenza, mentre in quanto ha idee inadeguate potrà sì aumentare fortuitamente, parzialmente e a breve termine la sua potenza, ma finirà per essere soverchiata dalle cause esterne.

## Parte quarta: della schiavitù umana, ossia delle forze degli affetti
La quarta parte introduce alla morale di Spinoza. Rispetto al punto di vista descrittivo che l'autore aveva conservato fino alla terza parte inclusa, ora viene generalizzata la considerazione valoriale che in precedenza era stata solo accennata con la spiegazione di come nascono le nozioni di buono e cattivo. Nella prefazione, Spinoza imposta lo studio di perfezione e imperfezione, bene e male, distinguendo due considerazioni assiologiche: quella ingenua, già studiata nell'appendice alla prima parte, che si basa sul criterio dell'aderenza delle cose ai modelli ideali che gli uomini producono con la loro immaginazione («ognuno ha chiamato perfetto ciò che vedeva concordare con l'idea universale che egli si era formato di una tale cosa», E IV, prefazione); e quella razionale, che si basa su un modello il quale è ancora riferito agli uomini, come è reso inevitabile dal fatto che la necessità assoluta della natura esclude che in essa si possano trovare dei valori oggettivi, ma il quale è da essi prodotto in accordo con idee adeguate. Questo modello che Spinoza intende far suo, in particolare, si basa sulla nozione di perfezione che egli aveva introdotta, nella seconda parte, dicendo che «per perfezione e realtà intendo la stessa cosa» (E II, d6); questo criterio per valutare la perfezione delle cose, lontano dall'arbitrarietà dei modelli generati dal pregiudizio finalistico tipico degli uomini dominati dall'immaginazione, si basa sull'idea di «ente», che è adeguata in noi perché è comune a tutte le cose. «In quanto, dunque, riconduciamo gli individui della natura a questo genere e li confrontiamo gli uni agli altri e troviamo che alcuni hanno più entità o realtà che gli altri, in tanto diciamo che alcuni sono più perfetti di altri» (E IV, prefazione).

### Bene e male, potenza e impotenza
La quarta parte entra nel vivo con le definizioni dei concetti di bene e male: «Per bene intenderò ciò che sappiamo con certezza che ci è utile» (E IV, d1) e «per male invece ciò che sappiamo con certezza che ci impedisce di impadronirci di un certo bene» (E IV, d2). Inoltre, egli scrive, «per virtù e potenza intendo la stessa cosa, cioè la virtù, in quanto si riferisce all'uomo, è la stessa essenza dell'uomo, ossia la sua natura in quanto ha la capacità di fare certe cose che possono essere comprese mediante le sole leggi della sua natura» (E IV, d8); qui Spinoza si richiama alla terza parte (dove aveva sostenuto che «la forza con la quale ciascuna cosa si sforza di perseverare nel suo essere non è altro che la sua attuale essenza», E III, p7) per sostenere che la capacità dell'uomo di essere causa adeguata delle sue azioni coincide con il suo essere attivo, cioè con l'aumento della sua potenza di agire rispetto agli agenti esterni, cioè ancora con la sua irriducibile tendenza a conservarsi, e quindi, infine, con la sua virtù, dove il bene e ciò che è utile alla propria conservazione convergono. L'unico assioma di questa parte interviene però a rammentare la debolezza dell'uomo, nella sua finitudine, di fronte alle cause esterne: «In natura non esiste alcuna cosa della quale non ne esista un'altra più potente e più forte. Ma, qualunque sia data, se ne dà un'altra più potente dalla quale quella può essere distrutta.» Spinoza si appresta a mostrare come la conoscenza del bene può motivarci ad agire moralmente, ma è conscio che «l'uomo che è soggetto agli affetti [...] non è padrone di sé, ma in balia della fortuna nel cui potere è a tal punto che spesso è costretto, sebbene veda il meglio, a seguire tuttavia il peggio» (E IV, prefazione). È a questo che si riferisce l'idea di «schiavitù umana» che dà il titolo alla quarta parte.

### Potenza e limiti della ragione nella motivazione morale
Avendo sostenuto che la virtù da perseguire è, per l'uomo, ciò che la sua stessa essenza lo spinge a perseguire, vale a dire ciò che risulta utile all'autoconservazione, resta da capire come la conoscenza adeguata del vero utile da parte della ragione possa tradursi nell'azione pratica con cui l'uomo lo persegue. Spinoza introduce qui il principio per cui ciò che può contrastare un affetto è unicamente un altro affetto, principio con il quale la sua posizione etica viene a trovarsi in un originale punto intermedio tra razionalismo e sentimentalismo.
«Un affetto non può né essere ostacolato, né essere tolto se non per mezzo di un affetto contrario e più forte» (E IV, p7). La conoscenza del vero utile non basta, di per sé sola, a determinare un uomo a muoversi in vista di esso; al contrario, affinché la considerazione razionale che porta a ritenere veramente utile una cosa si traduca in un'azione volta a perseguire quella cosa è necessario che essa sia accompagnata da un affetto, grazie al quale può nascere il desiderio che effettivamente porta l'uomo ad agire. Ma questo è possibile: «La conoscenza del bene e del male non è altro che l'affetto della gioia o della tristezza in quanto ne siamo consapevoli» (E IV, p8) e «dalla vera conoscenza del bene e del male, in quanto questa è un affetto, nasce necessariamente una cupidità, che è tanto maggiore quanto maggiore è l'effetto dal quale trae origine» (E IV, p15).
La ragione, con le sue idee adeguate, può dunque motivare l'uomo ad agire, benché questo richieda l'intervento degli affetti di cupidità che naturalmente accompagnano la conoscenza del proprio utile, e che sono ciò che davvero mette in moto l'azione. Tuttavia la capacità della ragione di produrre idee adeguate (capacità che dipende unicamente dall'essenza dell'uomo) e di contrastare con ciò gli affetti passivi determinati negli uomini dalla forza soverchiante delle cause esterne (le quali continuano ad agire sull'uomo fintantoché egli conserva idee inadeguate) è relativamente limitata. Solo se l'uomo avesse unicamente idee adeguate sarebbe completamente attivo e non soggetto a essere determinato da cause esterne, ma la sua finitezza gli impedisce di essere causa adeguata di tutti gli effetti che si determinano in lui; egli dunque resta in parte passivo, e cioè in parte schiavo.

### Adeguatezza e inadeguatezza nelle società umane
Le considerazioni esposte fin qui consentono di identificare ciò che è davvero buono alla luce di ciò che la ragione indica come veramente utile. Secondo Spinoza una delle cose utili, e quindi buone, per l'uomo è l'unione con altri uomini, vale a dire la società.
Spinoza inizia a chiarire che le cose che sono completamente diverse da noi ci sono completamente indifferenti, e che viceversa possiamo trarre utilità o danno dalle cose solo in quanto abbiamo con esse qualcosa in comune; in particolare ci sono utili le cose che concordano con la nostra natura e dannose quelle che sono contrarie alla nostra natura. Ora gli uomini, che ovviamente hanno qualcosa in comune con gli altri uomini, tendono a non concordare tra di loro quando hanno idee inadeguate e sono soggetti alle passioni, e possono dunque essere pericolosi gli uni per gli altri; gli uomini viceversa concordano sempre e necessariamente quando hanno idee adeguate, perché «quel che, secondo il dettame della ragione, giudichiamo buono o cattivo è necessariamente buono o cattivo: gli uomini, dunque, in quanto vivono secondo la guida della ragione, in tanto soltanto fanno necessariamente quelle cose che sono necessariamente buone per la natura umana [...] e cioè quelle cose che concordano con la natura di ogni uomo» (E IV, p35). Gli uomini delle passioni possono, in realtà, concordare ed essere di reciproca utilità, ma questo loro accordo resta fortuito ed effimero, perché il giudizio sul bene e sul male determinato dall'immaginazione è sostanzialmente idiosincratico; nella misura in cui gli uomini si conducono secondo ragione, invece, essi sono di somma utilità l'uno per l'altro e lo sono in modo necessario e duraturo, perché il giudizio sul bene e sul male determinato dalla ragione è universale rispetto agli uomini. Inoltre il bene che gli uomini razionali desiderano per sé è la comprensione, che non è un bene competitivo; anzi ognuno, poiché trae vantaggio dalla razionalità degli altri uomini, desidererà il bene (cioè la comprensione, cioè la razionalità) anche per gli altri.
Gli uomini razionali dunque traggono il massimo vantaggio dalla loro unione. Tuttavia anche gli uomini dominati dall'immaginazione constatano, a qualche punto della loro evoluzione, che «con il reciproco aiuto possono molto più facilmente procurarsi le cose di cui hanno bisogno e che solo unendo le forze possono evitare i pericoli che incombono da tutte le parti» (E IV, p35s). Spinoza fa sua l'idea che l'uomo sia un animale sociale. Tuttavia la convivenza degli uomini dominati dall'immaginazione è resa complicata dalle loro idiosincrasie: «Ognuno esiste per sommo diritto di natura, e conseguentemente per sommo diritto di natura ognuno fa quelle cose che seguono dalla necessità della sua natura; [...] se gli uomini vivessero secondo la guida della ragione, ognuno godrebbe di questo suo diritto senza alcun danno per l'altro. Ma, poiché sono soggetti agli affetti, che superano di gran lunga la potenza, ossia la virtù umana, per cui sono spesso trascinati in diverse direzioni, e sono l'uno all'altro contrarii, allora hanno bisogno di mutuo aiuto. Per vivere dunque nella concordia e potere essere a vicenda di aiuto, è necessario che gli uomini rinuncino al proprio diritto naturale e assicurino l'uno all'altro che non faranno nulla che possa mutarsi in danno per l'altro» (E IV, p37s2). È questo il fondamento dello Stato, un organismo in seno al quale vengono stabiliti convenzionalmente dei criteri di condotta che preservano l'utilità di tutti, e che vengono fatti rispettare grazie alla paura delle pene stabilite per la violazione delle leggi (che a loro volta possono essere applicate grazie alla potenza dello Stato stesso, che supera di molto quella di ogni singolo individuo). Tali punizioni non implicano il riconoscimento negli individui di una libertà di agire che, per il determinismo di Spinoza, è e rimane inconcepibile: esse semplicemente servono allo Stato per difendersi da chi mette in pericolo i suoi membri, e dunque le nozioni di merito e colpa, prive di alcun fondamento naturale, sono determinate solo dall'aderenza o dalla contrarietà di certe azioni alle leggi, senza che in ciò sia implicita l'idea che il colpevole o il meritevole avrebbero potuto agire diversamente da come hanno agito. Comunque, lo Stato è anche il luogo privilegiato dove la convivenza degli uomini può portare a una loro crescita collettiva verso la razionalità (è d'altronde proprio questo ruolo educativo che Spinoza si attribuiva scrivendo l'Etica).
C'è una notevole distanza, in Spinoza, tra legalità e moralità. Le leggi che prescrivono la condotta degli uomini nello Stato sono artificiali, e separano l'azione meritevole o colpevole dal suo premio o punizione. Le leggi della moralità sono invece intrinseche alla stessa natura umana, con il suo conatus sese conservandi ('sforzo di autoconservazione'), che si esplica al meglio con l'attività della ragione. Quindi, al contrario delle azioni legali, che vengono compiute in vista di altro da loro stesse, le azioni morali sono premio a sé stesse.

### L'uomo libero e Dio
Se un uomo potesse non avere che idee adeguate, allora tutta la sua condotta sarebbe interamente comprensibile in virtù della sua sola essenza; egli sarebbe completamente attivo e determinato solo da sé stesso, e sarebbe dunque libero secondo la definizione di libertà data nella prima parte. Con ciò, egli si renderebbe uguale a Dio. Questo però, come abbiamo già visto, è una sorta di ideale regolativo praticamente irraggiungibile, dal momento che la finitezza dell'uomo implica che in lui permangano sempre un certo numero di nozioni inadeguate.
Comunque, il fatto che l'uomo razionale possieda alcune idee adeguate (e che si collochi così tra gli estremi opposti dell'uomo completamente dominato dalle idee inadeguate e Dio che ha solo idee adeguate) basta già a rasserenarlo nella consapevolezza delle difficoltà dell'universo morale in cui si muove e dell'irraggiungibilità della perfezione assoluta. «Sopporteremo di buon animo gli avvenimenti contrari a ciò che il calcolo della nostra utilità richiede, se siamo consapevoli di aver svolto il nostro compito e che la potenza che abbiamo non ha potuto estendersi fino al punto di poterli evitare e che siamo parte di tutta la natura, il cui ordine seguiamo. Cosa che, se la intendiamo chiaramente e distintamente, quella parte di noi che è definita dall'intelligenza, cioè la parte migliore di noi, troverà interamente soddisfazione in essa, e in questa acquiescenza si sforzerà di perseverare» (E IV, appendice). D'altro canto, il fatto stesso che l'uomo possa muoversi nello spazio della moralità dipende da questa sua condizione intermedia: un essere privo di ogni razionalità sarebbe incapace di una morale universale; un essere perfettamente razionale sarebbe incapace di qualsiasi morale, perché non potrebbe conoscere il male (la conoscenza del male dipende infatti dall'esperienza di un decremento della propria potenza di agire, il quale non può prodursi in un essere completamente razionale, cioè completamente attivo) né il bene (la conoscenza del bene dipende infatti dall'esperienza di un incremento della propria potenza di agire, il quale ugualmente non può prodursi in un essere già completamente attivo in quanto completamente razionale). Dio quindi, ossia la natura, si conferma ancora una volta essere al di là della considerazione morale, che è legata interamente alle valutazioni razionali degli uomini nella loro finitezza.

## Parte quinta: della potenza dell'intelletto, ossia della libertà umana
La quinta e ultima parte dell'Etica «tratta del modo, ossia della via che conduce alla libertà. In questa parte dunque – scrive Spinoza – tratterò della potenza della ragione, mostrando che cosa la stessa ragione possa sugli affetti e cosa sia la libertà della mente, ossia la beatitudine, onde vedremo quanto il sapiente sia più potente dell'ignorante» (E V, prefazione). Si è già visto che secondo Spinoza è impossibile che l'uomo (almeno fintantoché permane nella dimensione della durata) si liberi di tutte le sue idee inadeguate, e che tuttavia egli può avere accesso ad alcune idee adeguate che determinano la sua attività, e non passività, rispetto alle cause esterne; rimanendo all'interno della logica del «parallelismo» per cui a eventi fisici corrispondono eventi mentali e viceversa, e dopo aver evidenziato i limiti che la ragione incontra nel tentativo di liberare l'uomo dalle passioni, l'autore passa a considerare come la mente possa, grazie alla sua sola potenza, avvicinare l'uomo alla beatitudine: «poiché, dunque, come ho dimostrato sopra, la potenza della mente è definita dalla sola intelligenza, determineremo in base alla sola conoscenza della mente i rimedi degli affetti che credo tutti esperiscono, ma non osservano accuratamente né vedono distintamente e dalla sola conoscenza della mente dedurremo tutte quelle cose che riguardano la sua beatitudine» (E V, prefazione).

### La mente nel tempo
La prima metà della quinta parte si pone dalla prospettiva della mente in quanto è idea del corpo nel tempo, e tratta dei rimedi che possono essere usati per minimizzare gli effetti negativi delle passioni. In primo luogo, la conoscenza degli affetti è un fattore che limita la loro pericolosità: avere conoscenza adeguata di un affetto, il che è possibile nella misura in cui quell'affetto è determinato in noi da proprietà comuni a noi e ai corpi esterni, implica già il fatto di renderci attivi nei suoi confronti e, inoltre, di separare l'affetto nella sua generalità dalla causa particolare dell'affetto particolare, venendone quindi turbati in misura minore. In secondo luogo, Spinoza prende in considerazione il fattore tempo: se è vero che le conoscenze adeguate, e quindi generali, della ragione determinano affetti buoni che tendono a essere facilmente sopraffatti dagli affetti cattivi quando questi ultimi sono presenti e concreti, è vero anche che in assenza di ciò che potrebbe determinare un affetto cattivo gli affetti buoni determinati dai precetti della ragione riescono a prevalere; quindi possiamo educare noi stessi a tali precetti della ragione quando siamo meno pressati dalle cause esterne, in modo da coltivare i nostri affetti buoni e da poterli contrapporre con più efficacia a quelli cattivi quando questi, infine, si presentano. In terzo luogo, Spinoza evidenzia che la consapevolezza della necessità di tutte le cose può moderare le passioni che esse determinano in noi: «la tristezza per la perdita di un qualche bene viene mitigata, nel momento che l'uomo che lo ha perso considera che quel bene non avrebbe potuto essere conservato in alcun modo» (E V, p6s).
Più in generale, secondo Spinoza la conoscenza adeguata porta sempre con sé un aumento della nostra capacità di essere attivi e, quindi, è accompagnata da un affetto di gioia. Avere conoscenze adeguate significa avere nella nostra mente, in quanto in essa si esprime l'essenza di Dio, idee che sono uguali alle idee che si trovano in Dio stesso, al di là del tempo; perciò, avere conoscenze adeguate significa sempre avere una conoscenza di Dio, anche se mai esaustiva. Ogni conoscenza adeguata, che in quanto tale provoca gioia, è dunque accompagnata dalla consapevolezza della sua causa, che è Dio, e quindi comporta amore nei suoi confronti. L'amore di Dio è, per Spinoza, un sentimento sommamente positivo, che ci aiuta in misura non trascurabile a far fronte alle passioni. Esso tuttavia comporta implicazioni ancora più radicali quando lo si consideri non in relazione al tempo e al corpo esistente nella durata, bensì dal punto di vista della mente in quanto è l'idea eterna dell'essenza del corpo.

### La mente fuori dal tempo
La seconda metà della quinta parte si pone dalla prospettiva della mente in quanto corrisponde non al corpo esistente in atto, ma all'idea dell'essenza del corpo sub specie aeternitatis: dal primo di questi due punti di vista la mente ha una durata finita, esattamente come il corpo al quale corrisponde, e muore con la morte del corpo; dal secondo punto di vista, invece, la mente è eterna esattamente come l'essenza del corpo, poiché l'una e l'altra esistono sub specie aeternitatis in Dio (rispettivamente nel pensiero e nell'estensione). Mentre le facoltà proprie della mente in quanto si colloca nella durata (la memoria, la sensibilità, l'immaginazione) si dissolvono al momento della morte, le facoltà proprie della mente in quanto è eterna (la ragione e l'intelletto) sono esse stesse eterne. «La parte eterna della mente è l'intelletto, per il quale soltanto si dice che noi agiamo; la parte, invece, che abbiamo mostrato che perisce è la stessa immaginazione, per la quale soltanto si dice che siamo passivi» (E V, p40c).
Il fatto che la memoria faccia capo alla parte della mente che è destinata a morire significa, in primo luogo, che non dobbiamo aspettarci di trovare nella memoria la testimonianza dell'eternità di una parte della nostra mente e, in secondo luogo, che la parte eterna della mente non può ricordare le vicende che essa ha vissuto nel tempo: l'«idea che esprime l'essenza del corpo sotto una specie di eternità è un certo modo del pensare, che appartiene all'essenza della mente e che è necessariamente eterno. Né, tuttavia, può accadere che ci ricordiamo di essere esistiti prima del corpo, poiché non è possibile che nel corpo se ne dia alcun vestigio, né l'eternità può essere definita dal tempo, né può avere alcuna relazione al tempo» (E V, p23s). Tuttavia la parte eterna della mente non è solo l'idea che in Dio rappresenta la mente umana: in questo senso infatti tutte le idee delle essenze delle cose individuali che si trovano in Dio sono eterne e ciò che permane al di là del tempo è lo stesso intelletto infinito di Dio; alla mente umana che esiste sub specie aeternitatis, invece, continua a corrispondere l'unità di coscienza che corrispondeva già, nel tempo, a un ben preciso io individuale. Spinoza sostiene insomma l'eternità delle coscienze personali, e non solo di un intelletto universale.
Ciò che egli afferma è che la mente umana, nella durata, fa esperienza dell'eternità di sé stessa, o almeno di una sua parte, nell'esatta misura in cui ha conoscenze adeguate (conoscenze cioè, come si era detto fin dalla seconda parte, che non dipendono dal tempo e che sono accessibili alla mente proprio in quanto una sua parte si colloca al di là del tempo). «Sentiamo e sperimentiamo di essere eterni. Infatti la mente non sente meno le cose che concepisce con l'intelletto, che quelle che ha nella memoria. Infatti, gli occhi della mente con i quali vede le cose e le osserva, sono le stesse dimostrazioni» (E V, p23s). La conoscenza adeguata, insomma, ci rende manifesta la nostra appartenenza anche a un ordine intemporale, cioè eterno; e la parte di noi che, nel tempo, è divenuta cosciente di questa sua intemporalità proprio per il fatto di aver avuto accesso a conoscenze eterne, la parte di noi cioè che si è esercitata nella dimensione eterna, permarrà in tale dimensione che le è propria.
La conoscenza adeguata a cui la mente accede in quanto si esercita al di là del tempo appartiene al secondo e al terzo genere, secondo la classificazione dei tipi di conoscenza proposta nella seconda parte. Il terzo genere, in particolare, «procede dall'idea adeguata dell'essenza formale di certi attributi di Dio alla conoscenza adeguata dell'essenza delle cose» (E II, p40s2); ci mette a disposizione insomma idee adeguate di cose individuali e lo fa inoltre in modo intuitivo, laddove la conoscenza di secondo genere ci metteva a disposizione idee generali con un andamento discorsivo. Un esempio di conoscenza di terzo genere è la conoscenza che la mente ha di sé stessa a partire dalla conoscenza che ha di Dio: «Poiché l'essenza della nostra mente consiste nella sola conoscenza, di cui Dio è principio e fondamento, diventa per noi perspicuo in qual modo e per quale ragione la nostra mente, secondo l'essenza e l'esistenza, segua dalla natura divina e continuamente dipenda da Dio» (E V, p36s).
Ora, questo terzo genere di conoscenza è superiore al secondo, che pure è comunque fonte di idee adeguate, per il fatto di riguardare le cose individuali e di essere di tipo intuitivo; alla luce del fatto, già visto, che la conoscenza determina la somma potenza di agire dell'uomo e anche la sua somma gioia, cioè la sua somma virtù, risulta quindi che «il supremo sforzo della mente e la sua somma virtù consistono nel conoscere le cose secondo il terzo genere di conoscenza» (E V, p25).
In definitiva, della mente di ogni uomo si conserva solo la parte che si è esercitata nella dimensione eterna, mentre quella che appartiene alla durata perisce. La consistenza della parte eterna rispetto a quella destinata a dissolversi dipende dalla consistenza, nella mente, delle idee adeguate rispetto a quelle inadeguate: «Quante più cose la mente conosce con il secondo e il terzo genere di conoscenza, tanto maggiore è la parte di essa che rimane illesa» (E V, p38d). Spinoza rammenta poi che queste conoscenze, pure nella loro dimensione eterna, rimangono inserite nella logica di un parallelismo con il corpo, di cui la mente è sempre e comunque l'idea: «Chi ha un corpo capace di molte cose, ha una mente la cui massima parte è eterna» (E V, p39). Il saggio deve dunque avere un corpo tanto complesso quanto articolate sono le idee che egli ha nella mente per riuscire a far sì che l'eternità della sua mente, in quanto è idea dell'essenza del corpo al di là del tempo, si esplichi nel tempo: «L'ignorante [...] vive quasi inconsapevole di sé e di Dio e delle cose e appena cessa di soffrire, cessa anche di essere. Al contrario il saggio [...] è consapevole di sé e di Dio e delle cose con una certa qual necessità e non cessa mai di essere» (E V, p42s).

### Amore intellettuale di Dio e beatitudine umana
Spinoza è prossimo a delineare la teoria della beatitudine umana che costituisce l'obiettivo che ha animato la stesura dell'Etica stessa.
Come si è già visto, la conoscenza di terzo genere dipende dalla mente in quanto è eterna, e l'eternità della mente dipende dalla sua appartenenza alla dimensione intemporale di Dio. Perciò «qualunque cosa conosciamo con il terzo genere di conoscenza, ne traiamo diletto in concomitanza con l'idea di Dio come causa» (E V, p32). Ma la gioia accompagnata dall'idea della sua causa, per definizione, non è altro che l'amore, e quindi «dal terzo genere di conoscenza nasce necessariamente l'amore intellettuale di Dio» (E V, p32s) (dove «intellettuale» significa semplicemente che è un amore riferito alla parte eterna della mente, cioè appunto all'intelletto).
Dio poi, in quanto comprende nel suo intelletto la totalità infinita delle idee, ha una perfetta conoscenza di sé; inoltre, benché (essendo la sua potenza infinita) non gli si possa attribuire la gioia (che per definizione deriva da un aumento di potenza), egli gode di un'assoluta perfezione che determina la sua beatitudine. Pertanto egli è beato con la consapevolezza della causa della sua beatitudine, che è lui stesso, e di conseguenza «Dio ama sé stesso con infinito amore intellettuale» (E V, p35). Ma, in quanto l'amore intellettuale delle menti umane per Dio dipende dal fatto che esse sono parte dell'eterno e infinito intelletto di Dio, «l'amore intellettuale della mente verso Dio è parte dell'amore infinito con il quale Dio ama sé stesso» (E V, p36). «Ne segue che Dio, in quanto ama sé stesso, ama gli uomini e conseguentemente l'amore di Dio verso gli uomini, e l'amore intellettuale della mente verso Dio è uno e lo stesso» (E V, p36c).
«Dalle cose dette comprendiamo chiaramente, in che cosa consiste la nostra salvezza, ossia beatitudine, ossia libertà, e cioè nel costante e eterno amore verso Dio, ossia nell'amore di Dio verso gli uomini» (E V, p36s). In quanto la mente conosce Dio nella sua dimensione eterna, in tanto essa è parte di Dio stesso: essa cioè, pur senza perdere la sua finitezza, ha idee che sono le stesse idee che ha Dio; ha solo idee adeguate, benché non ne abbia un'infinità; e quindi è libera come è libero Dio, pur essendo molto meno potente.
Questa è la beatitudine a cui aspira il saggio, nella quale egli trova contemporaneamente il massimo della sua felicità e il massimo della sua potenza; l'uomo non ricerca la virtù per altra ragione che per via del suo conatus all'autoconservazione e per la gioia che è provocata dall'aumento della sua potenza; cosicché infine «la beatitudine non è premio alla virtù, ma è la virtù stessa» (E V, p42).

## Fortuna dell'opera

Il sigillo personale che Spinoza apponeva in calce alle sue lettere, con il motto Caute («cautamente», «con prudenza» in latino)

Spinoza venne considerato come un pensatore eterodosso, o addirittura eversivo, già dall'epoca della pubblicazione del Trattato teologico-politico, se non prima. Le prime reazioni suscitate dall'Etica negli anni immediatamente successivi alla sua pubblicazione non invertirono la tendenza: esse anzi andavano perlopiù nella direzione di accusare Spinoza di essere un ateo. Soprattutto il contenuto della prima parte, con la negazione di alcune proprietà fondamentali del Dio delle concezioni tradizionali (come la provvidenza, la bontà, la libertà della volontà), era alla base di queste accuse. Addirittura, l'importanza dell'influenza di Cartesio su Spinoza e la ripresa da parte di Malebranche di alcune categorie spinoziane fecero sì che questi due filosofi, insieme ad altri, fossero associati a Spinoza stesso nell'accusa di ateismo. Leibniz studiò approfonditamente Spinoza, dal quale tentò di distaccarsi pur adottando alcuni punti di vista simili ai suoi, per esempio a proposito del determinismo.
Negli ultimi decenni del XVII secolo l'Etica fu oggetto di numerosi testi mossi dall'esplicita volontà di confutare le tesi di Spinoza, gli autori dei quali tuttavia, in alcuni casi, finivano per abbracciare alcuni punti della metafisica spinoziana, non ultimo il necessitarismo. L'opera ebbe poi una certa fortuna negli ambienti eterodossi legati al libertinismo, critici nei confronti delle concezioni provvidenzialiste di Dio e scettici rispetto all'esistenza di valori morali assoluti. Una lettura aspramente critica dell'Etica fu quella esposta da Pierre Bayle nella voce dedicata a Spinoza del suo Dizionario storico-critico (Dictionnaire historique et critique), pubblicato nel 1697; questa, dove si sosteneva tra le altre cose che Spinoza aveva impiegato arbitrariamente la parola «Dio» per riferirsi a un ente che aveva privato di tutte le caratteristiche di un Dio legittimamente inteso, ebbe una grande fortuna, e determinò ad esempio la qualifica di ateo attribuita senza esitazione a Spinoza da Voltaire nel suo Dizionario filosofico.

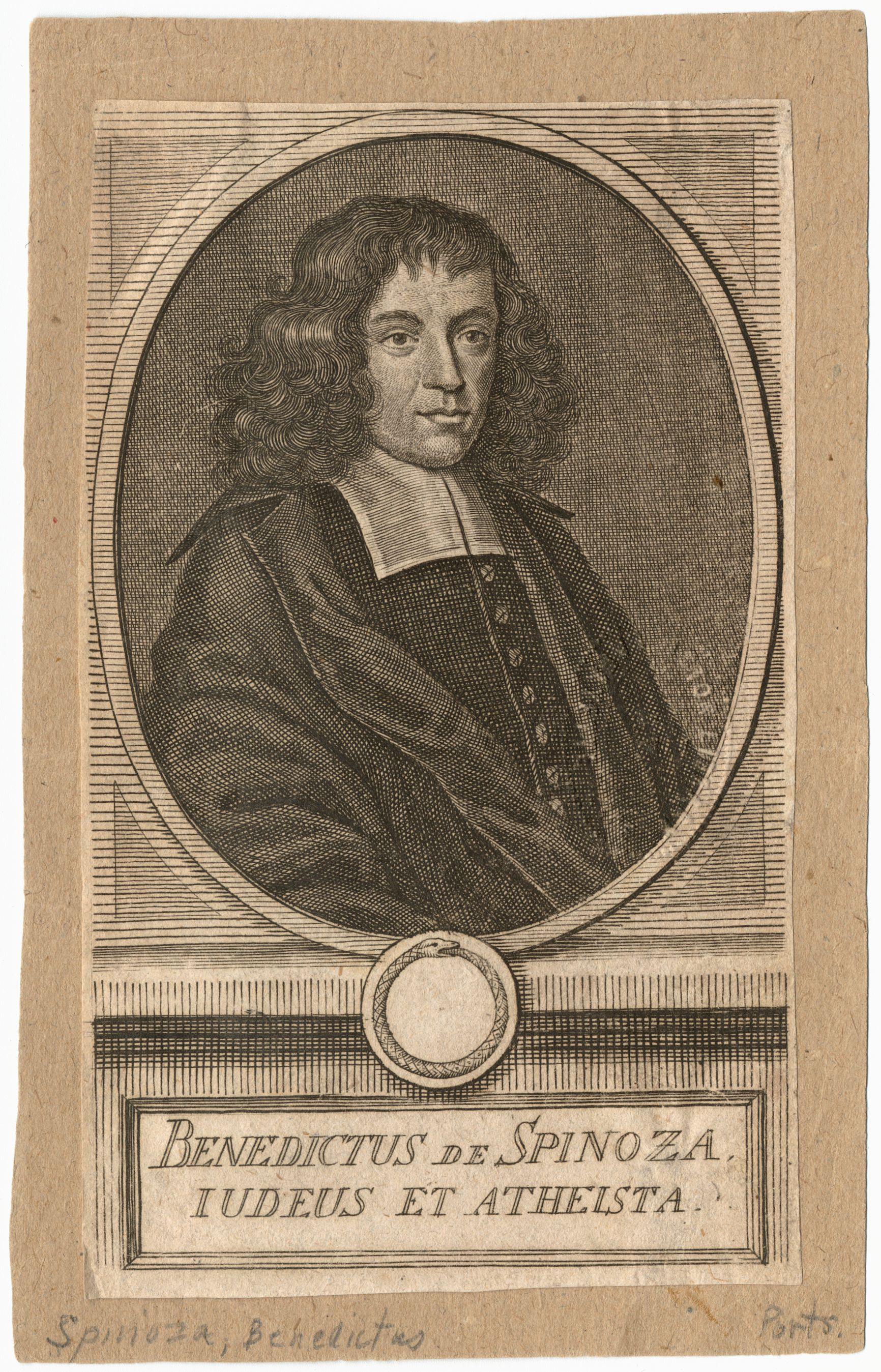
Copertina di un'opera di Spinoza con il suo ritratto e l'iscrizione in latino: «Benedictus de Spinoza, iudaeus et atheista»

Nel XVIII secolo si ebbero, sia in Francia sia in Germania, numerose prese di posizione critiche o apologetiche nei confronti di Spinoza. In Italia un giudizio antispinozista di parte cattolica fu espresso dall'ecclesiastico letterato Giovanni Cristoforo Battelli nella sua «censura ecclesiastica» del 1707. L'arcivescovo Battelli si riferiva a un testo del teologo protestante Christian Kortholt che nel titolo De tribus impostoribus magnis liber (1701) riprendeva quello del mitico De tribus impostoribus di tradizione medioevale, ma indicava come empi non più Gesù, Mosè e Maometto, ma i tre filosofi moderni Edward Herbert di Cherbury, Thomas Hobbes e Spinoza.
(ACDF, Index, Protocolli, V3, cc. 507 r.-512 v.: 507 r. - v.)
Battelli concordava dunque con Kortholt nel ritenere il più empio (deterior et magis impius) dei tre proprio Spinoza che assieme a Lucrezio, a Hobbes e ai libertini continuerà ad avere fama di assertore di tesi atee nel Traité de trois imposteurs (altresì noto come La Vie et l'esprit de M. Benoit de Spinoza) di Jean Lucas, pubblicato nel 1719.
L'Illuminismo francese, pur lontano da un interesse per la metafisica come Spinoza l'aveva intesa, si riconobbe (con pensatori come La Mettrie, d'Holbach e Diderot) nelle sue teorie razionaliste e deterministe, attribuendogli anche posizioni materialiste. In Germania, in seguito alla ripresa di un testo anti-spinoziano di Wolff da parte di Mendelssohn, che era incline a una certa apertura nei confronti delle tesi dell'Etica, si aprì una controversia tra quest'ultimo e Jacobi sullo spinozismo di Lessing; questa determinò una riapertura della discussione sullo spinozismo, sullo sfondo dell'Illuminismo e di un incipiente Romanticismo, la quale a sua volta finì per interessare anche Herder e, in modo meno diretto, Goethe e Kant.
Sia Fichte sia Schelling, poco più tardi, ebbero Spinoza tra i loro punti di riferimento, pur modificando in modo sostanziale alcuni contenuti della sua metafisica nell'adattarli alle proprie idee. Spinoza fu una figura importante anche per Hegel; questi si schierò in sua difesa contro le accuse di ateismo che gli erano state rivolte, affermando che egli, lungi dal negare Dio, aveva piuttosto sostenuto che esiste solo Dio, e aveva dunque negato l'effettiva realtà del cosmo; il suo era dunque, per Hegel, non un ateismo ma un acosmismo, in cui solo Dio (cioè la sostanza con i suoi attributi) ha una realtà affermativa e la natura (cioè l'insieme dei modi, finiti e infiniti) è una determinazione, cioè negazione, di Dio, e non ha quindi un'esistenza autonoma; Hegel dunque, che pure considerò lo spinozismo il necessario esordio di ogni filosofia, rimproverò a Spinoza il fatto di non aver trovato una dialettica capace di superare i due momenti dell'affermazione e della negazione e di non aver saputo, quindi, garantire l'autonomia (e dinamicità) del finito rispetto all'infinità (statica) della sostanza divina. Hegel mise anche in luce un'affinità del pensiero di Spinoza con le filosofie orientali (affinità già notata da Bayle e Malebranche e poi esplorata da altri autori) quanto all'«intuizione dell'identità assoluta», che sta alla base tanto del sistema spinoziano (sotto forma del concetto di unità della sostanza opposto, ad esempio, al dualismo cartesiano) quanto delle concezioni orientali.
Il necessitarismo e immanentismo di Spinoza, interpretati come materialismo, portarono Feuerbach e poi Engels a vedere in lui un precursore delle proprie tesi. L'Etica fu studiata e apprezzata anche da Schopenhauer, mentre Nietzsche considerò alcuni dei punti della filosofia di Spinoza (la negazione del libero arbitrio, del finalismo, dell'ordinamento assiologico della natura, del male e di ogni principio non egoistico dell'azione umana) come altrettante acquisizioni di fondamentale importanza.
Di là dalla metafisica e dell'anomala teologia di Spinoza, cioè di là dal primo libro dell'Etica, la teoria spinoziana della conoscenza fu studiata e apprezzata dagli empiristi del Settecento, e in particolare da Locke e Hume; quest'ultimo riprese inoltre la teoria di Spinoza sul ruolo delle passioni nel motivare gli uomini ad agire secondo quanto la ragione determina come utile e anche la sua teoria dell'imitazione degli affetti, che spiega l'empatia sulla quale, secondo Hume, riposa il senso morale. Alcune categorie spinoziane per la spiegazione del rapporto tra eventi fisici ed eventi mentali furono poi riattualizzate, tra la fine del XIX e l'inizio del XX secolo, da Mach e, quindi, da James e Russell.
Tra l'Ottocento e il Novecento, anche per via della riedizione delle opere di Spinoza (e addirittura della riscoperta di una di esse, il Breve trattato, nel 1851), si ebbe una proliferazione degli studi spinoziani in generale e sull'Etica in particolare. Rilevante, nel XX secolo, fu l'influenza della filosofia di Spinoza su Giovanni Gentile, che curò un'importante edizione italiana dell'Etica pubblicata nel 1915, e su Piero Martinetti, che ebbe Spinoza tra i punti di riferimento che lo portarono a sviluppare il suo «spiritualismo metafisico di stampo razionalistico». Degno di nota è il commento con cui Giorgio Colli introdusse l'edizione italiana del 1959: